# Milevci
Milevci (em cirílico: Милевци) é uma vila da Sérvia localizada no município de Bosilegrad, pertencente ao distrito de Pčinja, na região de Krajište. A sua população era de 74 habitantes segundo o censo de 2011.

## Demografia
| 1948 | 1953 | 1961 | 1971 | 1981 | 1991 | 2002 | 2011 |
| ---- | ---- | ---- | ---- | ---- | ---- | ---- | ---- |
| 423  | 421  | 376  | 370  | 273  | 205  | 140  | 74   |